# Église Saint-Flaive d'Ermont
L'église Saint-Flaive est une église catholique située à Ermont, en France. Elle fait partie des églises les plus remarquables de la Vallée de Montmorency.

## Historique
Elle est construite en 1886-1887 sur les fondations d'une église carolingienne, qui abrita les reliques d'un saint (peut-être saint Filleul) jusqu'en 1105, date à laquelle elles furent translatées à l'Abbaye Saint-Martin de Pontoise. Un bas-côté et une tour clocher lui furent ajoutés en 1629. 

## Reconstruction auXIXesiècle
Elle fut reconstruite en 1886 par l'architecte Lucien Magne. À cette occasion, des fouilles archéologiques mirent au jour une villa gallo-romaine et douze sarcophages en pierre et 48 en plâtre, datant du VIe siècle au IXe siècle, attestant que le premier sanctuaire chrétien fut édifié à l'emplacement d'une sépulture vénérée.

## Agrandissement auXXesiècle
En 1965, l'architecte Gilbert Faux y ajouta une construction latérale, qui témoigne de l'évolution de la paroisse.
Lors des travaux préparatifs, on découvrit en 1963 vingt-cinq nouveaux sarcophages, ainsi que les vestiges de l'église carolingienne, bâtie sur la nécropole mérovingienne et citée dans un acte de l'abbaye de Saint Denis.
La bénédiction solennelle a eu lieu le samedi 18 décembre 1965 par l'évêque de Versailles Mgr Renard.